# European Rugby Champions Cup 2015-2016
European Rugby Champions Cup 2015-16 fu la 21ª edizione della massima competizione europea per club di rugby a 15, la 2ª organizzata da European Professional Club Rugby (EPCR).
Si tenne dall’11 dicembre 2015 al 14 maggio 2016 tra 20 squadre provenienti da Francia, Inghilterra, Galles, Irlanda, Italia e Scozia nel formato di cinque gironi da quattro squadre ciascuno con passaggio ai quarti della vincitrice di ogni girone più le tre migliori seconde.
Partita a novembre per via della disputa della Coppa del Mondo 2015 tenutasi fino a fine ottobre, vide ai nastri di partenza le sei migliori inglesi, le sei migliori francesi, la miglior classificata per nazione del Pro12 più le tre migliori dello stesso torneo tra quelle non classificate; la ventesima squadra uscì da uno spareggio tra la settima squadra inglese e francese e l'ottava del Pro12, rispettivamente Gloucester, Bordeaux Bègles e Connacht, tenutosi con la formula dell'eliminazione diretta: nella prima prova Gloucester batté Connacht ma fu poi battuto a sua volta da Bordeaux, che si qualificò alla competizione.
Allo stadio dell'Olympique Lione a Décines-Charpieu furono di fronte per il titolo l'inglese Saracens, alla sua seconda apparizione in finale, e la francese Racing 92, al debutto in tale gara; i londinesi si aggiudicarono l'incontro, e la loro prima Coppa, con il punteggio di 21-9 al termine di una gara senza mete (7 calci piazzati di Owen Farrell per gli inglesi, tre di Joann Goosen per i parigini).
Il valore delle marcature, come stabilito dall’IRFB nel 1992, era: 5 punti per ciascuna meta (7 se trasformata), 3 punti per la realizzazione di ciascun calcio piazzato, idem per il drop.

## Formula
Le squadre furono ripartite in cinque gironi da quattro squadre ciascuno.
Ai quarti di finale accedettero la prima classificata di ciascuno dei cinque gironi più le tre seconde migliori classificate per punteggio e differenza punti marcati.
Il punteggio ai fini della classifica fu quello a bonus dell'Emisfero Sud, che per ogni partita prevede:
- 4 punti per la vittoria
- 2 punti ciascuno per il pareggio
- 0 punti per la sconfitta
- 1 punto aggiuntivo per la o le squadre che realizzino almeno 4 mete
- 1 eventuale punto per la squadra sconfitta con sette o meno punti di scarto.

Le squadre prime classificate, in ordine decrescente di punteggio in classifica e, a parità di esso, di differenza punti marcati/subiti, occuparono i posti del seeding da 1 a 5; le seconde classificate, ordinate secondo lo stesso criterio, i posti dal 6 all'8.
I quarti di finale videro le squadre con il ranking da 1 a 4 affrontare in gara unica sul proprio campo quelle con seeding rispettivamente da 8 a 5 secondo il seguente ordine:
1. seeding 1 – seeding 8
2. seeding 4 – seeding 5
3. seeding 3 – seeding 6
4. seeding 2 – seeding 7

Le due semifinali furono:
1. vincitore QF1 – Vincitore QF2
2. vincitore QF3 – Vincitore QF4

Il regolamento previde che qualora un club di seeding inferiore vincesse il proprio quarto di finale, questi avesse il diritto di disputare la semifinale sul terreno di propria scelta: per esempio, in caso che i due club dei due primi quarti di finale con il seeding più alto (rispettivamente 1 e 4) avessero vinto il proprio incontro, la semifinale si sarebbe disputata normalmente in casa del club con il seeding 1; se invece uno tra i club con il seeding 5 od 8 avesse vinto il proprio quarto di finale, esso avrebbe avuto il vantaggio interno in semifinale; nel caso in cui entrambi i club con seeding 5 od 8 avessero vinto il proprio quarto, il vantaggio del campo interno sarebbe stato del club con il seeding numero 5.
Parimenti, per la seconda semifinale, nulla sarebbe cambiato qualora a qualificarsi fossero stati i club con il seeding 3 e 2, con vantaggio interno a quest'ultimo; i club con il seeding 6 e 7 avrebbero avuto il vantaggio della semifinale in casa qualora avessero battuto i propri avversari; in caso questo fosse successo in entrambi gli incontri, allora la squadra di casa in semifinale sarebbe stata la numero 6 del seeding.
La finale si tenne in gara unica allo stadio dell'OL a Décines-Charpieu, nella Metropoli di Lione.

## Spareggio anglo-franco-celtico
|  | Primo turno | Primo turno | Primo turno     |                 |            | Secondo turno | Secondo turno | Secondo turno |  |
|  |             |             |                 |                 |            |               |               |               |  |
|  | Gloucester  | Gloucester  | 40              |                 |            |               |               |               |  |
|  | Gloucester  | Gloucester  | 40              |                 |            |               |               |               |  |
|  | Connacht    | Connacht    | 32              |                 |            |               |               |               |  |
|  | Connacht    | Connacht    | 32              |                 | Gloucester | Gloucester    | 22            |               |  |
|  |             |             |                 |                 | Gloucester | Gloucester    | 22            |               |  |
|  |             |             | Bordeaux Bègles | Bordeaux Bègles | 23         |               |               |               |  |

### Primo turno
| Arbitro: | Romain Poite |

|                                                          |      |                                    |
| Moriarty 1’ Sharples 26’ Meakes 80’ Dawidiuk 95’ May 98’ | mt   | 8’ Cooney 29’ Carty 60’, 92’ Healy |
| Laidlaw 1’, 80’, 98’                                     | tr   | 9’, 29’, 92’ Carty                 |
| Laidlaw 19’, 43’ Hook 92’                                | c.p. | 7’, 79’ Carty                      |

### Secondo turno
| Arbitro: | Leighton Hodges |

|                                |      |                   |
| Purdy 15’                      | mt   | 37’, 56’ Talebula |
| Laidlaw 16’                    | tr   | 37’, 56’ Bernard  |
| Laidlaw 2’, 10’, 24’, 32’, 70’ | c.p. | 28’, 35’ Bernard  |
|                                | drop | 80’ Bernard       |

## Squadre partecipanti
| Girone A               | Girone B                  | Girone C                  |
| ---------------------- | ------------------------- | ------------------------- |
| Oyonnax (Francia)      | Bordeaux Bègles (Francia) | Glasgow Warriors (Scozia) |
| Saracens (Inghilterra) | Clermont (Francia)        | Northampton (Inghilterra) |
| Tolosa (Francia)       | Exeter (Inghilterra)      | Racing 92 (Francia)       |
| Ulster (Irlanda)       | Ospreys (Galles)          | Scarlets (Galles)         |

| Girone D                 | Girone E            |
| ------------------------ | ------------------- |
| Benetton (Italia)        | Bath (Inghilterra)  |
| Leicester (Inghilterra)  | Leinster (Irlanda)  |
| Munster (Irlanda)        | Wasps (Inghilterra) |
| Stade français (Francia) | Tolone (Francia)    |

## Fase a gironi

### Girone A
|            | Incontri           |       |
| ---------- | ------------------ | ----- |
| 14-11-2015 | Saracens - Tolosa  | 32-7  |
| 20-11-2015 | Ulster - Saracens  | 9-27  |
| 21-11-2015 | Tolosa - Oyonnax   | 24-18 |
| 11-12-2015 | Ulster - Tolosa    | 38-0  |
| 13-12-2015 | Oyonnax - Saracens | 10-45 |
| 19-12-2015 | Saracens - Oyonnax | 55-13 |
| 20-12-2015 | Tolosa - Ulster    | 23-25 |
| 10-1-2016  | Oyonnax - Ulster   | 23-24 |
| 16-1-2016  | Saracens - Ulster  | 33-17 |
| 16-1-2016  | Oyonnax - Tolosa   | 34-14 |
| 23-1-2016  | Tolosa - Saracens  | 17-28 |
| 23-1-2016  | Ulster - Oyonnax   | 56-3  |

#### Classifica
| Pos | Squadra  | G | V | N | P | PF  | PS  | P±   | BP | PT |
| --- | -------- | - | - | - | - | --- | --- | ---- | -- | -- |
| A1  | Saracens | 6 | 6 | 0 | 0 | 220 | 73  | 147  | 4  | 28 |
| A2  | Ulster   | 6 | 4 | 0 | 2 | 169 | 109 | 60   | 2  | 18 |
| A3  | Oyonnax  | 6 | 1 | 0 | 5 | 99  | 218 | −119 | 3  | 7  |
| A4  | Tolosa   | 6 | 1 | 0 | 5 | 85  | 173 | −88  | 1  | 5  |

### Girone B
|            | Incontri            |       |
| ---------- | ------------------- | ----- |
| 15-11-2015 | Ospreys - Exeter    | 25-13 |
| 22-11-2015 | Exeter - Bordeaux   | 34-19 |
| 22-11-2015 | Clermont - Ospreys  | 34-29 |
| 12-12-2015 | Exeter - Clermont   | 31-14 |
| 12-12-2015 | Ospreys - Bordeaux  | 19-16 |
| 19-12-2015 | Bordeaux - Ospreys  | 33-27 |
| 20-12-2015 | Clermont - Exeter   | 42-10 |
| 8-1-2016   | Bordeaux - Clermont | 10-28 |
| 15-1-2016  | Ospreys - Clermont  | 21-13 |
| 16-1-2016  | Bordeaux - Exeter   | 34-27 |
| 24-1-2016  | Clermont - Bordeaux | 28-37 |
| 24-1-2016  | Exeter - Ospreys    | 33-17 |

#### Classifica
| Pos | Squadra         | G | V | N | P | PF  | PS  | P±  | BP | PT |
| --- | --------------- | - | - | - | - | --- | --- | --- | -- | -- |
| B1  | Exeter          | 6 | 3 | 0 | 3 | 148 | 151 | −3  | 4  | 16 |
| B2  | Bordeaux Bègles | 6 | 3 | 0 | 3 | 149 | 163 | −14 | 4  | 16 |
| B3  | Ospreys         | 6 | 3 | 0 | 3 | 138 | 142 | −4  | 4  | 16 |
| B4  | Clermont        | 6 | 3 | 0 | 3 | 159 | 138 | 21  | 3  | 15 |

### Girone C
|            | Incontri                |       |
| ---------- | ----------------------- | ----- |
| 14-11-2015 | Northampton - Scarlets  | 15-11 |
| 21-11-2015 | Glasgow - Northampton   | 15-26 |
| 21-11-2015 | Scarlets - Racing 92    | 12-29 |
| 12-12-2015 | Glasgow - Scarlets      | 43-6  |
| 12-12-2015 | Racing 92 - Northampton | 33-3  |
| 18-12-2015 | Northampton - Racing 92 | 9-9   |
| 19-12-2015 | Scarlets - Glasgow      | 6-9   |
| 9-1-2016   | Racing 92 - Glasgow     | 34-10 |
| 17-1-2016  | Northampton - Glasgow   | 19-15 |
| 17-1-2016  | Racing 92 - Scarlets    | 64-14 |
| 23-1-2016  | Glasgow - Racing 92     | 22-5  |
| 23-1-2016  | Scarlets - Northampton  | 10-22 |

#### Classifica
| Pos | Squadra          | G | V | N | P | PF  | PS  | P±   | BP | PT |
| --- | ---------------- | - | - | - | - | --- | --- | ---- | -- | -- |
| C1  | Racing 92        | 6 | 4 | 1 | 1 | 174 | 70  | 104  | 4  | 22 |
| C2  | Northampton      | 6 | 4 | 1 | 1 | 94  | 93  | 1    | 1  | 19 |
| C3  | Glasgow Warriors | 6 | 3 | 0 | 3 | 114 | 96  | 18   | 2  | 14 |
| C4  | Scarlets         | 6 | 0 | 0 | 6 | 59  | 182 | −123 | 2  | 2  |

### Girone D
|            | Incontri                   |       |
| ---------- | -------------------------- | ----- |
| 13-11-2015 | Leicester - Stade français | 33-20 |
| 14-11-2015 | Munster - Benetton         | 32-7  |
| 21-11-2015 | Benetton - Leicester       | 3-36  |
| 12-12-2015 | Benetton - Stade français  | 17-50 |
| 12-12-2015 | Munster - Leicester        | 19-31 |
| 19-12-2015 | Stade français - Benetton  | 40-14 |
| 20-12-2015 | Leicester - Munster        | 17-6  |
| 9-1-2016   | Stade français - Munster   | 27-7  |
| 16-1-2016  | Leicester - Benetton       | 47-7  |
| 16-1-2016  | Munster - Stade français   | 26-13 |
| 24-1-2016  | Benetton - Munster         | 5-28  |
| 24-1-2016  | Stade français - Leicester | 36-21 |

#### Classifica
| Pos | Squadra        | G | V | N | P | PF  | PS  | P±   | BP | PT |
| --- | -------------- | - | - | - | - | --- | --- | ---- | -- | -- |
| D1  | Leicester      | 6 | 5 | 0 | 1 | 185 | 91  | 94   | 3  | 23 |
| D2  | Stade français | 6 | 4 | 0 | 2 | 186 | 118 | 68   | 3  | 19 |
| D3  | Munster        | 6 | 3 | 0 | 3 | 118 | 100 | 18   | 3  | 15 |
| D4  | Benetton       | 6 | 0 | 0 | 6 | 53  | 233 | −180 | 0  | 0  |

### Girone E
|            | Incontri          |       |
| ---------- | ----------------- | ----- |
| 15-11-2015 | Leinster - Wasps  | 6-33  |
| 21-11-2015 | Bath - Leinster   | 19-16 |
| 22-11-2015 | Wasps - Tolone    | 32-6  |
| 13-12-2015 | Tolone - Leinster | 24-9  |
| 13-12-2015 | Wasps - Bath      | 23-25 |
| 19-12-2015 | Bath - Wasps      | 10-36 |
| 19-12-2015 | Leinster - Tolone | 16-20 |
| 10-1-2016  | Tolone - Bath     | 12-9  |
| 16-1-2016  | Leinster - Bath   | 25-11 |
| 17-1-2016  | Tolone - Wasps    | 15-11 |
| 23-1-2016  | Bath - Tolone     | 14-19 |
| 23-1-2016  | Wasps - Leinster  | 51-10 |

#### Classifica
| Pos | Squadra  | G | V | N | P | PF  | PS  | P±  | BP | PT |
| --- | -------- | - | - | - | - | --- | --- | --- | -- | -- |
| E1  | Wasps    | 6 | 4 | 0 | 2 | 186 | 72  | 114 | 4  | 20 |
| E2  | Tolone   | 6 | 5 | 0 | 1 | 96  | 91  | 5   | 0  | 20 |
| E3  | Bath     | 6 | 2 | 0 | 4 | 88  | 131 | −43 | 2  | 10 |
| E4  | Leinster | 6 | 1 | 0 | 5 | 82  | 158 | −76 | 2  | 6  |

## Seedingdopo la fase a gironi
| Pos | Squadra         | G | V | N | P | PF  | PS  | DP   | BMP | Pt |
| --- | --------------- | - | - | - | - | --- | --- | ---- | --- | -- |
| 1   | Saracens        | 6 | 6 | 0 | 0 | 220 | 73  | +147 | 4   | 28 |
| 2   | Leicester       | 6 | 5 | 0 | 1 | 185 | 91  | +94  | 3   | 23 |
| 3   | Racing 92       | 6 | 4 | 1 | 1 | 174 | 70  | +104 | 4   | 22 |
| 4   | Wasps           | 6 | 4 | 0 | 2 | 186 | 72  | +114 | 4   | 20 |
| 5   | Exeter          | 6 | 3 | 0 | 3 | 148 | 151 | −3   | 4   | 16 |
| 6   | Tolone          | 6 | 5 | 0 | 1 | 96  | 91  | +5   | 0   | 20 |
| 7   | Stade français  | 6 | 4 | 0 | 2 | 186 | 118 | +68  | 3   | 19 |
| 8   | Northampton     | 6 | 4 | 1 | 1 | 94  | 93  | +1   | 1   | 19 |
| 9   | Ulster          | 6 | 4 | 0 | 2 | 169 | 109 | +60  | 2   | 18 |
| 10  | Bordeaux Bègles | 6 | 3 | 0 | 3 | 149 | 163 | −14  | 4   | 16 |

## Play-off
|  | Quarti di finale | Quarti di finale | Quarti di finale |           |           | Semifinali | Semifinali | Semifinali |  |  | Finale | Finale | Finale |  |
|  |                  |                  |                  |           |           |            |            |            |  |  |        |        |        |  |
|  | 1                | Saracens         | 29               |           |           |            |            |            |  |  |        |        |        |  |
|  | 1                | Saracens         | 29               |           |           |            |            |            |  |  |        |        |        |  |
|  | 8                | Northampton      | 20               |           |           |            |            |            |  |  |        |        |        |  |
|  | 8                | Northampton      | 20               |           | Saracens  | Saracens   | 24         |            |  |  |        |        |        |  |
|  |                  |                  |                  |           | Saracens  | Saracens   | 24         |            |  |  |        |        |        |  |
|  |                  |                  | Wasps            | Wasps     | 17        |            |            |            |  |  |        |        |        |  |
|  | 4                | Wasps            | Wasps            | Wasps     | 17        | 25         |            |            |  |  |        |        |        |  |
|  | 4                | Wasps            |                  |           |           |            |            |            |  |  |        |        |        |  |
|  | 5                | Exeter           | 24               |           |           |            |            |            |  |  |        |        |        |  |
|  | 5                | Exeter           | 24               |           | Saracens  | Saracens   | 21         |            |  |  |        |        |        |  |
|  |                  |                  |                  |           |           |            |            |            |  |  |        |        |        |  |
|  |                  |                  | Racing 92        | Racing 92 | 9         |            |            |            |  |  |        |        |        |  |
|  | 2                | Leicester        | Racing 92        | Racing 92 | 9         | 41         |            |            |  |  |        |        |        |  |
|  | 2                | Leicester        |                  |           |           |            |            |            |  |  |        |        |        |  |
|  | 7                | Stade français   | 13               |           |           |            |            |            |  |  |        |        |        |  |
|  | 7                | Stade français   | 13               |           | Leicester | Leicester  | 16         |            |  |  |        |        |        |  |
|  |                  |                  |                  |           | Leicester | Leicester  | 16         |            |  |  |        |        |        |  |
|  |                  |                  | Racing 92        | Racing 92 | 19        |            |            |            |  |  |        |        |        |  |
|  | 3                | Racing 92        | Racing 92        | Racing 92 | 19        | 19         |            |            |  |  |        |        |        |  |
|  | 3                | Racing 92        |                  |           |           |            |            |            |  |  |        |        |        |  |
|  | 6                | Tolone           | 16               |           |           |            |            |            |  |  |        |        |        |  |

### Quarti di finale
| Arbitro: | Romain Poite |

|                           |      |                                  |
| Piutau 42’, 79’ Halai 64’ | mt   | 32’, 36’ Waldrom 48’ H. Williams |
| Gopperth 64’, 79’         | tr   | 32’, 36’, 48’ Steenson           |
| Gopperth 6’, 17’          | c.p. | 58’ Steenson                     |

| Arbitro: | Jérôme Garcès |

|                                |      |                    |
| Ashton 67’ Wyles 76’           | mt   | 15’ Pisi 80’ Lawes |
| Farrell 67’, 76’               | tr   | 15’, 80’ Myler     |
| Farrell 6’, 20’, 51’, 61’, 74’ | c.p. | 31’, 55’ Myler     |

| Arbitro: | Nigel Owens |

|                                                                         |      |                  |
| M. Tuilagi 1’ Goneva 30’, 44’ F. Burns 33’ M. Fitzgerald 59’ Veainu 65’ | mt   | 42’ Dupuy        |
| F. Burns 1’, 30’, 33’, 44’                                              | tr   | 42’ M. Steyn     |
| F. Burns 15’                                                            | c.p. | 7’, 24’ M. Steyn |

| Arbitro: | Wayne Barnes |

|                                   |      |                        |
| Imhoff 2’                         | mt   | 8’ Ollivon             |
| Carter 2’                         | tr   | 8’ Pélissié            |
| Carter 1’ Machenaud 47’, 51’, 78’ | c.p. | 40’, 43’, 59’ Pélissié |

### Semifinali
| Arbitro: | Romain Poite |

|                            |      |                          |
| Rhodes 28’ tecnica 72’     | mt   | 1’ Robson 75’ A. Johnson |
| Farrell 72’                | tr   | 1’, 75’ Gopperth         |
| Farrell 40’, 42’, 46’, 68’ | c.p. | 41’ Gopperth             |

| Arbitro: | Nigel Owens |

|                                   |      |                                    |
| Veainu 79’                        | mt   | 4’ Machenaud                       |
| O. Williams 79’                   | tr   | 4’ Carter                          |
| F. Burns 28’ O. Williams 38’, 44’ | c.p. | 21’, 40’, 51’ Carter 74’ J. Goosen |

### Finale
| Arbitro: | Nigel Owens |

|                                           |      |                         |
| 10’, 25’, 32’, 39’, 51’, 76’, 79’ Farrell | c.p. | 18’, 36’, 58’ J. Goosen |